# Podu Ilfovățului, Giurgiu
Podu Ilfovățului (în trecut, Podu Gâștei) este un sat în comuna Buturugeni din județul Giurgiu, Muntenia, România. Este situat în partea de nord a județului, în Câmpia Găvanu-Burdea, pe malul stâng al Ilfovățului.